# RTS Première
RTS Première (dosł. RTS Jedynka) – szwajcarski kanał radiowy należący do Radio Télévision Suisse (RTS), francuskojęzycznego oddziału publicznego nadawcy radiowo-telewizyjnego SRG SSR. Został uruchomiony 30 września 1922 roku. Ramówka stacji ma charakter ogólnotematyczny, zaś jej trzema filarami są informacje, muzyka i kultura.
Stacja dostępna jest w całej Szwajcarii w cyfrowym przekazie naziemnym, zaś w jej zachodnich kantonach również w przekazie analogowym. Ponadto można jej słuchać przez Internet, w szwajcarskich sieciach kablowych oraz w niekodowanym przekazie satelitarnym z satelity Eutelsat Hot Bird 13C. W roku 2012 cieszyła się średnią słuchalnością na poziomie 39,2%, co dawało jej pozycję zdecydowanego lidera na francuskojęzycznym rynku radiowym w Szwajcarii.